# 慕才亭

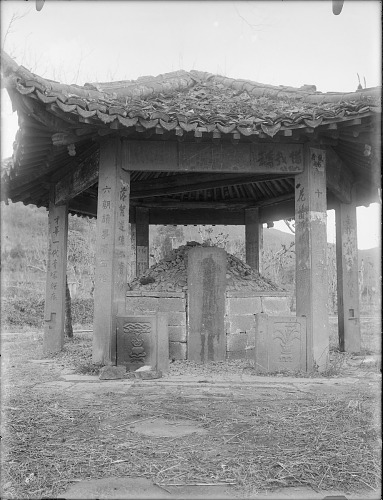
1911年的慕才亭及苏小小墓

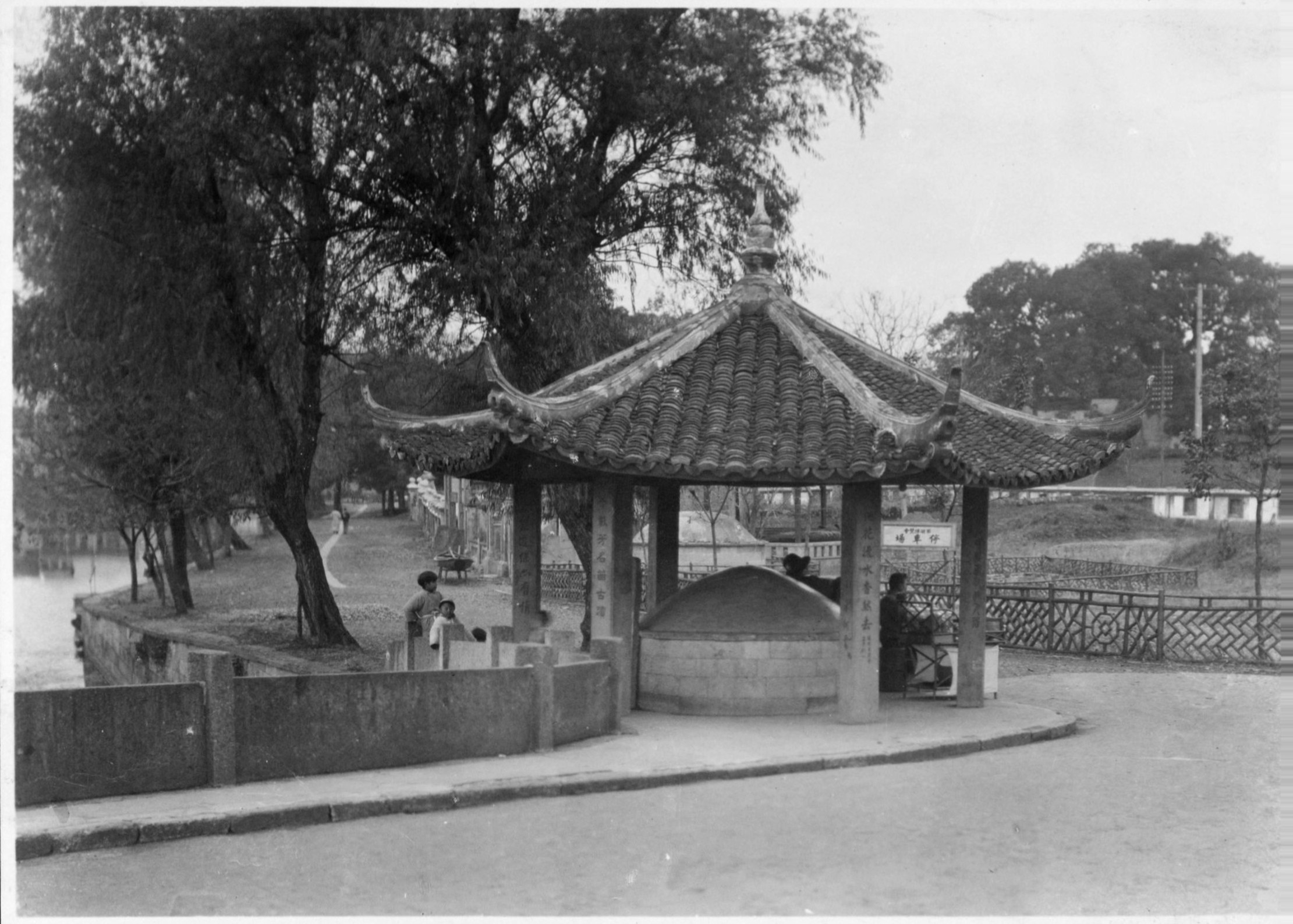
1930年的慕才亭及苏小小墓

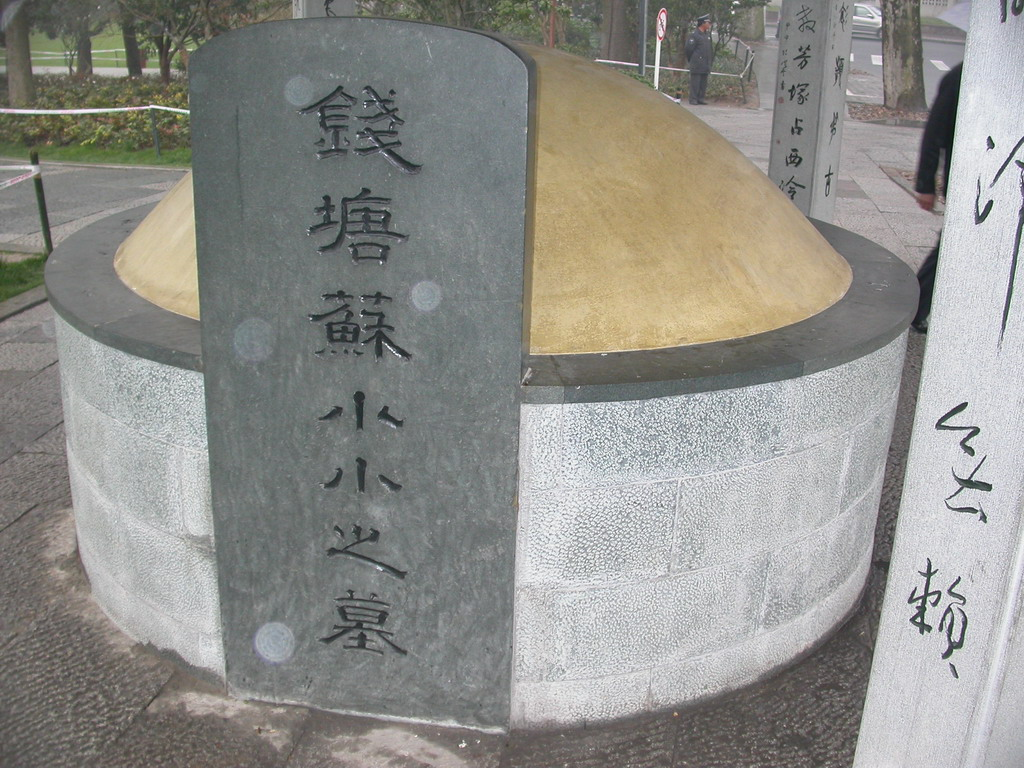
重建的慕才亭及苏小小墓

慕才亭位于杭州市西湖西泠桥畔，为一座朱红色六角亭，亭内有苏小小墓，亭的柱上刻有十二副联。相传为苏小小所资助过的书生鲍仁所建。

## 苏小小墓
南宋吴自牧著《梦梁录》中提到：“苏小小，在西湖上，有‘湖堤步游客’之句，此即题苏氏之墓也”。明代书画家徐渭（1521年－1593年）来此凭吊时，墓还完好。到清雍正十年1746年，“扬州八怪”之一的画家郑板桥到西湖西泠桥畔遍寻苏小小埋玉处不果，曾写信向熟悉西湖掌故朋友打听苏小小墓所在。根据《浮生六记》作者（清）长洲人沈复的记述，在西泠桥侧的苏小墓，最初仅半丘黄土而已，乾隆皇帝1780年圣驾南巡，曾询问苏小小墓。1784年春，乾隆帝再次南巡，沈复随父亲迎接圣驾，那时苏小墓已石筑为八角形，上立一石碑上刻“钱塘苏小小之墓”。沈复叹道：“馀思古来烈魄忠魂堙没不传者，固不可胜数，即传而不久者亦不为少，小小一名妓耳，自南齐至今。尽人而知之，此殆灵气所钟，为湖山点缀耶？”。
关于苏小小墓址，历来传说不一。《西湖拾遗》记述墓在“西泠桥侧”，但《临安志》和《武林旧事》都说墓在湖上。但《春渚纪闻》却记述司马才仲与苏小小相爱，并说墓在“廨舍后”。根据陆广微《吴地志》的说法，其墓更是远在嘉兴。而《西湖新游记》却说“墓实系伪作。盖康熙南巡，偶向侍臣询及苏小小，浙抚乃连夜抔土西泠桥下，一夕成冢，以备御览。” 
苏小小墓上筑有一个六角攒尖顶亭，叫作“慕才亭”。王韬在咸丰八年（1858年）游杭州西湖孤山。在《漫游随录图记·西泠放棹》中叙述过慕才亭的来历：“苏小小墓在山麓，绕孤山行数百步即是，近为特鉴堂将军所修治，建亭其上，题曰慕才。”

## 破坏与重建
1966年，经毛泽东、胡乔木批示，苏小小等人的墓等被当作毒害群众的东西而加以清理，苏小小的墓被拆除而不予再建。
2004年，经市民热烈争论后，杭州市政府决定重修苏小小墓。园林专家孟兆桢根据老照片反复推敲后重建了该墓。重建后的苏小小墓用泰顺青石雕琢而成，由六根方柱支撑，高3.15米，墓径2.6米，圈高0.9米。重建后的慕才亭内有十二幅楹联，邀请了沈鹏、马世晓、黄文中等12位书法家题写。这十二幅楹联分别是：
- 湖山此地曾埋玉，花月其人可铸金[5]。
- 千栽芳名留古籍，六朝韵事著西泠[5]。
- 湖光月影宜相照，玉骨冰肌未始寒[5]。
- 金粉六朝，香车何处；才华一代，青冢犹存[5]。
- 桃花流水杳然去，油壁香车不再逢[5]。
- 灯火珠帘，尽有佳人居北里；笙歌画舫，独教芳冢占西泠[5]。
- 花须柳眼浑无赖，落絮游丝亦有情[5]。
- 几辈英雄，拜倒石榴裙下；六朝金粉，犹埋杯土垄中[5]。
- 且看青冢留千古，漫道红颜本暂时[5]。
- 亭前瞻柳色，风情已矣；湖上寄萍踪，雪印依然[5]。
- 十载青山频吊古，一拓黄土永埋香[5]。
- 烟雨锁西泠，剩孤冢残碑，浙水咽呜千古憾；琴樽依白社，看明湖翠屿，樱花犹似六朝春[5]。
- 小字偶相同，考古休凭吴地记；香魂真有托，结邻常伴鄂王坟[5]。
- 到处溪山如旧识，此间风物属佳人[5]。